# Bésifloxacine
La bésifloxacine, commercialisée sous le nom de Besivance, est un antibiotique utilisé pour traiter la conjonctivite bactérienne. Elle est administrée sous forme de collyre.
Les effets secondaires courants incluent des rougeurs oculaires. D’autres effets indésirables, plus rares, peuvent inclure des réactions allergiques. La sécurité de son utilisation pendant la grossesse reste incertaine. La bésifloxacine appartient à la famille des fluoroquinolones et agit en inhibant les topoisomérases de l'ADN, empêchant ainsi la réplication bactérienne.
La bésifloxacine a été approuvée pour un usage médical aux États-Unis en 2009. En 2022, le prix d’un flacon de 5 ml aux États-Unis était d’environ 210 USD.